# San Francisco Soccer Football League
San Francisco Soccer Football League (ou SFSFL) é uma liga de futebol semi-profissional disputada por times da San Francisco, nos Estados Unidos.. Fundada em 1902, a liga é a liga mais antiga ainda em atividade nos Estados Unidos. A liga é uma das ligas afiliadas à United States Adult Soccer Association. Por fazer parte da USASA, seus participantes estão aptos a participar da Lamar Hunt US Open Cup.

## História
Fundado como California Football Association em 1902, a SFSFL é a liga mais antiga dos Estados Unidos, vindo em seguida pela Cosmopolitan Soccer League.
Membros mais antigos ainda ativos:
- Olympic Club (1916)[6]
- SFIAC (1917)[7]
- SF Vikings SC (1922)[8]
- Club Peru (1926)

## Times
Esses são os times da temporada 2018:

### Premier Division
- Club Marin
- Mexicali
- Mezcala SC
- Olympic Club
- San Francisco Celtic SC
- San Francisco City FC
- San Francisco Corinthians
- San Francisco Glens
- San Francisco Hibernian FC
- San Francisco Italian Athletic Club
- San Francisco Vikings SC
- United SC

### Majors Division
- Azteca FC
- Berenice SC
- Club Marin Reserves
- Deportivo Cometa
- FC Dirty Birds
- Innisfree FC
- MCFC
- Melchester Rovers FC
- Oakland Leopards FC
- Olympic Club Reserves
- San Francisco Battery FC
- Total Football FC

### First Division
- The Big Green
- DZ United
- Indy Athletic FC
- Juventus F.C.
- San Francisco Fog
- San Francisco Glens Reserves
- San Francisco Metropolitan FC
- Sport Alianza FC
- Tornado

## Campeões
| Temporada | Campeão da Premier Division | Campeão da Majors Division | Campeão da First Division |
| --------- | --------------------------- | -------------------------- | ------------------------- |
| 2011      | Deportivo GIMS              | SF Celtic                  | San Francisco City        |
| 2012      | Mezcala SC                  | Tyneside FC                | Berenice Reserves         |
| 2013      | Mezcala SC                  | Bay City Rovers            | Kezar FC                  |
| 2014      | Olympic Club                | Olympic Club Reserves      | SF Battery                |
| 2015      | El Farolito                 | SF City FC Black           | Primero de Mayo           |
| 2016      | Olympic Club                | Berenice                   | Total Football FC         |